# Carol Ann Leigh
Carol Ann Leigh (* 25. Dezember 1933 in Redwood City, Kalifornien als Carol Ann Karney; † 22. Dezember 2020 in Ansonia (Connecticut) ) war eine US-amerikanische Blues- und Jazzsängerin.

## Leben und Wirken
Leigh, deren Großvater Geiger war, wuchs in San Francisco auf, wo sie bereits im Alter von fünf Jahren in Amateurshows sang. 1953 heiratete sie den Posaunisten James Leigh, mit dem sie 1956 bis 1957 am San Jose State College studierte. Sie begann ihre Karriere in der San Francisco Bay Area 1959 in der Band von Allan Hall. Erste Aufnahmen entstanden 1960 mit der El Dorado Jazz Band, in der u. a. auch Frank „Big Boy“ Goudie spielte. In den folgenden Jahren sang sie bei The Jazz Missionaries und The Skiffle Five, 1969 mit Kid Thomas Valentine. Ab 1969 war sie mehrfach in Japan, wo sie mit den New Orleans Rascals aus Osaka tourte. 1972 gründete Leigh ihr eigenes Trio, mit dem sie eine nationale Tournee durchführte. Im selben Jahr trat sie mit dem Pianisten Dave Frishberg in Los Angeles auf. Auch ist sie in dem Film Your Three Minutes Are Up (1973) von Douglas Schwartz zu sehen.
Saxophonist Russ Whitman, bald ihr zweiter Ehemann, holte sie 1973 nach Chicago zu den Original Salty Dogs; dort erlangte sie mit zahlreichen Festivalauftritten und Aufnahmen größere Anerkennung. Mit der Original Salty Dogs Jazz Band entstand 1975 ihr Debütalbum Wild Women Don't Have the Blues (GHB); um 1977 folgte You've Got to Give Me Some, dann weitere Alben unter ihrem Namen. Sie trat weiterhin mit Pops Foster, Wellman Braud, Elmer Snowden, Cal Tjader, Slim Gaillard, Peter Appleyard und Rahsaan Roland Kirk auf.
Wie zuvor bereits in Japan mit den New Orleans Rascals, trat Leigh seit den 1980er-Jahren bis 2010 auch in Europa auf, wo sie mit amerikanischen Musikern um Wild Bill Davison, aber auch der schwedischen Kustbandet, den französischen Dumoustier Stompers und weiteren Bands zusammenarbeitete. In den 1980er- und 1990er-Jahren sang Leigh auch in den Bands von Turk Murphy (The Biggest Bear Stomp of All), der Wild Bill Davison All American Band, der Climax Jazz Band, den Dumoustier Stompers und dem Louisiana Repertory Jazz Ensemble. Im Bereich des Jazz war sie laut Tom Lord zwischen 1960 und 2000 an 60 Aufnahmesessions beteiligt, u. a. auch mit Jack Maheu & The Salt City Six, zuletzt mit Franz Jackson & The Salty Dogs. Weitere Aufnahmen entstanden mit den Dumoustier Stompers.
Leigh recherchierte häufig das frühe Jazzmaterial auf Authentizität und empfand lebenslange Bewunderung für den kalifornischen Klarinettisten Bob Helm. Dies gipfelte in gemeinsamen Aufnahmesessions, von denen einige Bessie Smith und Ma Rainey gewidmet waren.  Einige ihrer Aufnahmen mit den Original Salty Dogs, Ernie Carson, Kustbandet, Bob Helm, Ray Skjelbred, James Dapogny und anderen sind auf den Labels GHB Records und Stomp Off erhältlich. Ein unglücklicher Sturz 2011 verhinderte weitere Auftritte.

## Diskographische Hinweise
- Blame It on the Blues (GHB, 1977), mit Bob Helm, Ray Skjelbred
- Go Back Where You Stayed Last Night (GHB, 1979), mit Ernie Carson, Charlie Bornemann, John Otto, Knocky Parker, Bill Rutan, Shorty Johnson, Hal Smith
- Carol Leigh/Jim Dapogny: If You Don't I Know Who Will (Stomp Off, 1983)
- Carol Leigh & Jim Dapogny with The Mysterious Babies: I'm Busy And You Can't Come In (Stomp Off, 1984)
- Salty Dogs Jazz Band with Carol Leigh: Long, Deep and Wide (GHB, 1989)
- Carol Leigh and Her Bent-Dickie Boys: A Tribute to Louis and the 1920s Singers (GHB, 1997)